# حكمت ديب
حكمت ديب هو سياسي لبناني ماروني. تخرج في كلية الهندسة بجامعة القديس يوسف. اُنتُخِبَ نائبًا عن التيار الوطني الحر في الانتخابات البرلمانية اللبنانية 2009 ثم في انتخابات العام 2018 النيابية.
استقال في العام 2022 من التيار الوطني الحر قبيل الانتخابات النيابية في لبنان.